# Södra Rörums socken
Södra Rörums socken i Skåne ingick i Frosta härad och området ingår sedan 1971 i Hörby kommun och motsvarar från 2016 Södra Rörums distrikt.
Socknens areal är 48,04 kvadratkilometer varav 47,20 land. År 2000 fanns här 531 invånare. Kyrkbyn Södra Rörum med sockenkyrkan Södra Rörums kyrka ligger i socknen.

## Administrativ historik
Socknen har medeltida ursprung. 
Vid kommunreformen 1862 övergick socknens ansvar för de kyrkliga frågorna till Södra Rörums församling och för de borgerliga frågorna bildades Södra Rörums landskommun. Landskommunen uppgick 1952 uppgick i Östra Frosta landskommun som uppgick 1969 i Hörby köping som ombildades 1971 till Hörby kommun. Församlingen uppgick 2002 i Hörby församling.
1 januari 2016 inrättades distriktet Södra Rörum, med samma omfattning som församlingen hade 1999/2000.  
Socknen har tillhört län, fögderier, tingslag och domsagor enligt vad som beskrivs i artikeln Frosta härad. De indelta soldaterna tillhörde Norra skånska infanteriregementet, Frosta kompani och Skånska dragonregementet, Kolleberga Sqvadron, Sandby Kompani. 

## Geografi
Södra Rörums socken ligger nordost om Hörby kring Kvesarumssjön med Linderödsåsen i öster. Socknen är en kuperad skogsbygd.
Byn och gården Kvesarum ligger här.

## Fornlämningar
Från bronsåldern finns gravrösen. Från järnåldern finns tre gravfält med domarringar och resta stenar. 

## Namnet
Namnet skrevs omkring 1370 Rytherum och kommer från kyrkbyn. Namnet innehåller ryd, 'röjning' och rum, 'öppen plats'.